# Robert Keller
Robert Keller (1828-1891) was een Duitse partituurredacteur.
Keller werd geboren op 6 januari 1828 in Harpersdorf in Neder-Silezië.  Hij verhuisde naar Berlijn waar hij voor de partituuruitgeverij N. Simrock redacteur werd.  Hij redigeerde en arrangeerde een groot aantal werken van Johannes Brahms en Antonin Dvorak.